# Gypsophila crispifrons
Gypsophila crispifrons é uma espécie de ave da família Pellorneidae.
Pode ser encontrada nos seguintes países: China, Laos, Myanmar, Tailândia e Vietname.
Os seus habitats naturais são: florestas subtropicais ou tropicais húmidas de baixa altitude.